# 달빛 아래 어릿광대
《달빛 아래 어릿광대》는 1986년 11월 23일에 MBC TV에서 방영되었던 베스트셀러극장이다.

## 줄거리
출판사를 운영하는 독신남 동명(정상철)은 어느 날 대학 시절 결혼까지 생각했던 옛 애인 정숙(최민희)이 지금도 자신을 그리워하고 있다는 이야기를 전해 듣는다. 정숙은 7년 전 동명과 헤어진 뒤 다른 남자와 결혼했으나 최근 이혼했다는 소식도 같이 전해 듣는다. 결국 동명은 정숙과 재회하게 되는데...

## 출연
- 정상철
- 최민희
- 김범철
- 김혜정
- 강성욱
- 남영진
- 노경주
- 문시경
- 김순용
- 정한헌
- 김연자
- 이은철
- 이승현
- 윤철형
- 이정훈
- 문혜란
- 임미미
- 견미리
- 최명성
- 이지영